# Cathédrale Saint-Étienne d'Agen
Cette ancienne cathédrale n’est pas la seule cathédrale Saint-Étienne.
La cathédrale Saint-Étienne, à Agen, était l'ancienne cathédrale du diocèse d'Agen. C'est une des cathédrales françaises détruites à la suite de la Révolution. Les destructions qu'elle subit à cette occasion décident le diocèse à consacrer à sa place comme cathédrale l'église Saint-Caprais.

## Dédicace
La cathédrale était nommée d'après Étienne, l'un des sept premiers diacres, martyr à Jérusalem.

## Histoire

### Construction
La construction de la cathédrale Saint-Étienne commence en 1272, mais, très rapidement, la mort d'Arnaud de Goth, parent du pape Clément V, ralentit fortement l'avancée des travaux.
En 1487, un arrêt du Parlement de Bordeaux condamne l'évêque à verser cinq cents livres annuelles à la réparation de la cathédrale ; en 1509, cette rente est portée à mille deux livres annuelles, ce qui provoque la colère et la plainte des évêques successifs auprès du Roi. L'octroi de cette somme permet d'avancer les travaux de construction ; ceux-ci sont cependant très loin d'être terminés au milieu du XVIe siècle : les chapelles du chevet sont achevées, mais le chœur pas encore voûté, enfin la nef juste ébauchée.

### Destructions
Une première destruction a lieu en 1660, lors du séisme du 21 juin 1660. Déjà avant la Révolution, les dommages causés à la cathédrale sont tels que certaines célébrations ont lieu à Saint-Caprais. Le 20 mai 1798 (1er prairial an VI), la cathédrale est adjugée à Joseph Raymond pour 64 000 francs. Celui-ci commence à la détruire le 20 avril 1799 (1er floréal an VII). L'édifice est utilisé comme carrière de pierres, notamment pour la construction d'une digue le long de la Garonne. En 1802, le processus de destruction est interrompu. Néanmoins, le 20 octobre 1803, la disparition de la cathédrale en tant qu'église est actée, Saint-Caprais devenant officiellement cathédrale.
En 1830, un projet de halle au blé est porté par le conseil municipal ; à cette fin, la cathédrale est entièrement démolie en janvier 1836, pour réaliser le nouvel édifice.

## Architecture
L'édifice mesurait 70 mètres de longueur (24 mètres pour la nef, 29 mètres pour le chœur, 17 mètres pour les chapelles de l'abside). Elle comptait vingt-trois chapelles, dont certaines étaient ornées de vitraux réalisés par Arnaud de Moles.